# Bel Air International Film Festival
O Bel Air International Film Festival, realizado pela primeira vez em 2008, é um festival internacional de cinema anual que acontece em Bel Air e na área metropolitana de Los Angeles. O festival homenageia filmes nas seguintes categorias: Moda no Cinema, Documentários, Curtas, Curtas de Comédia, Comédia, Drama, Animação, Filmes Estrangeiros, Vídeo Musical e Filmes Estudantis.